# São Romão de Aregos
São Romão de Aregos ist eine Gemeinde (Freguesia) im portugiesischen Kreis Resende. In ihr leben 365 Einwohner (Stand 30. Juni 2011).